# صادق علي بكر زاده
صادق علي بكر زاده (مواليد 4 سبتمبر 1932) هو ملاكم إيراني، مثّل بلاده في دورتي الألعاب الأولمبية الصيفية 1960 و1964.

## روابط خارجية
صادق علي بكر زاده على موقع أوليمبيديا (الإنجليزية)